# Bosorchis
De bosorchis (Dactylorhiza fuchsii, ook wel: Dactylorhiza maculata subsp. fuchsii) is een plant uit de orchideeënfamilie (Orchidaceae). De plant komt voor op droge of vochtige, grazige plaatsen en in lichte bossen. De hoogte is 15-50 cm.
Deze soort werd in Heukels' Flora van Nederland tot en met de 23e druk als een ondersoort beschouwd van de gevlekte orchis (Dactylorhiza maculata). In België is de bosorchis wettelijk beschermd. In Nederland is de plant vanaf 1 januari 2017 niet meer wettelijk beschermd.

## Kenmerken
De bladeren zijn donkergevlekt. De vorm varieert van omgekeerd eirond tot elliptisch. De onderste bladeren omvatten de stengel als een schede.
Bij de bosorchis is de onderste bloemslip diep drielobbig en de middelste lob even breed als de zijlobben. Ook is het onderste stengelblad boven het midden het breedst en is de top niet spits maar stomp.
De plant bloeit in de maanden mei, juni en juli. De bloem is bleekroze of witachtig en heeft donkerrode vlekken. De bloemen vormen een dichte aar. De zijdelingse bladen zijn afstaand en de lip is driespletig. De middenlob is toegespitst. De spoor is 5,5-8,5 mm lang. De schutbladen zijn ongeveer even lang als de bloem.
De bosorchis draagt een doosvrucht.

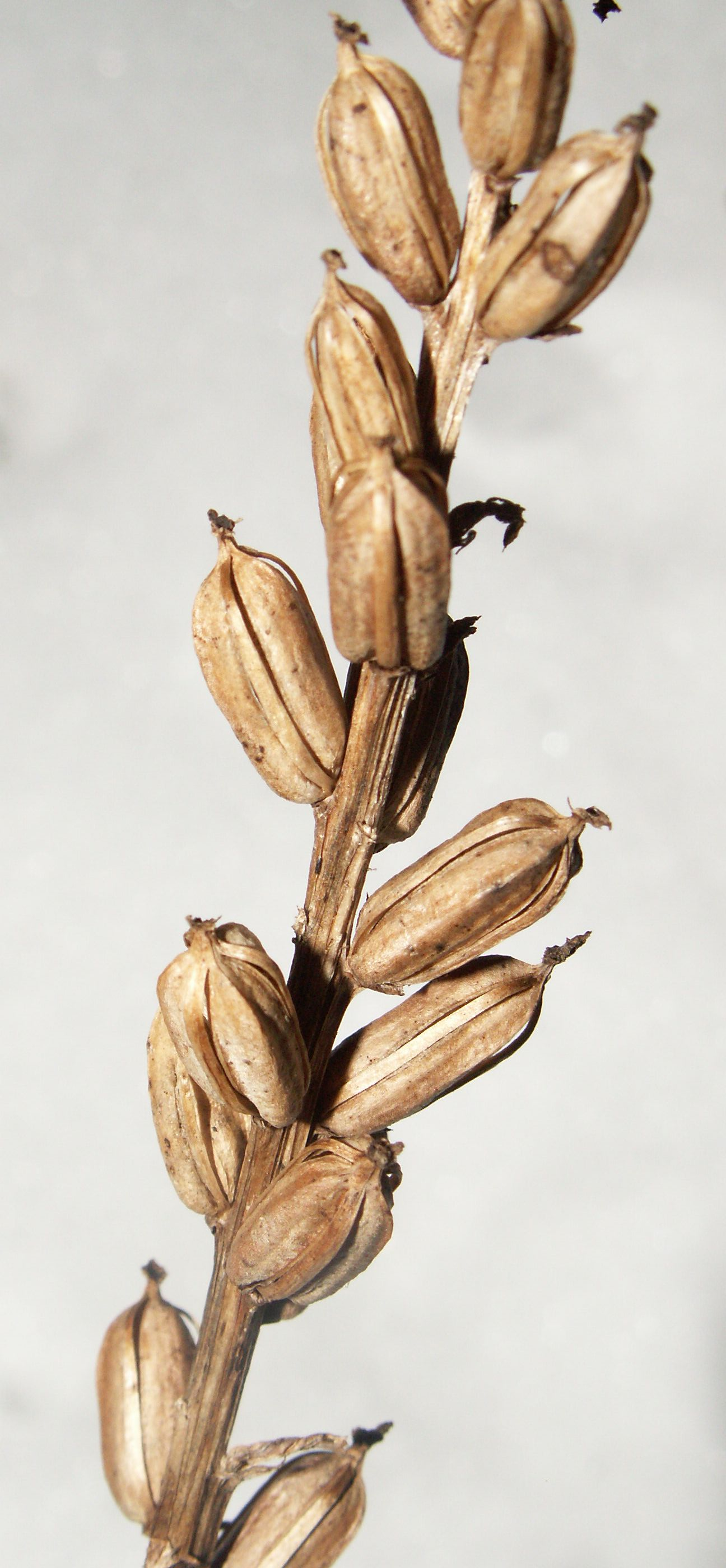
Doosvruchten
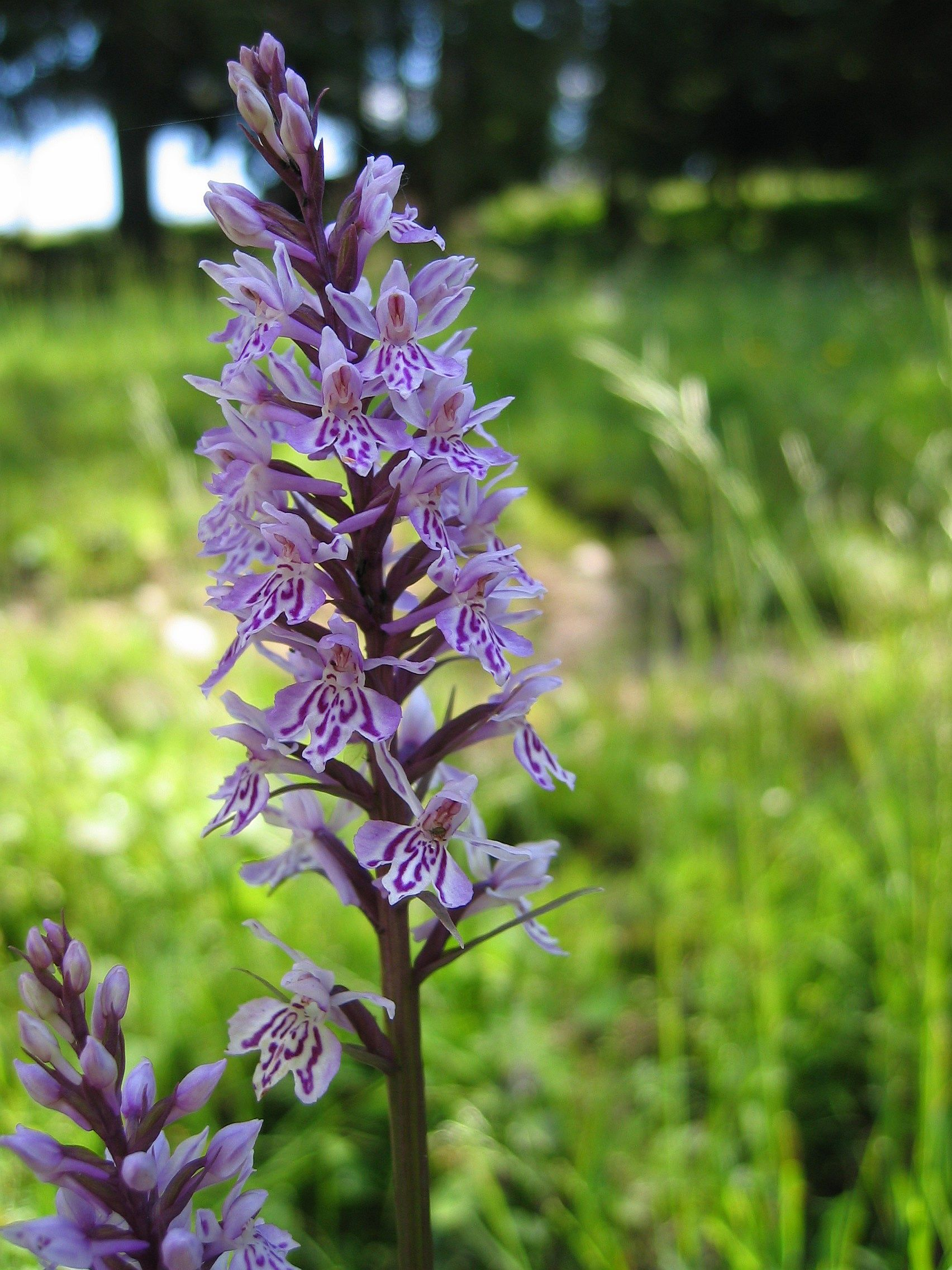
bloeiwijze
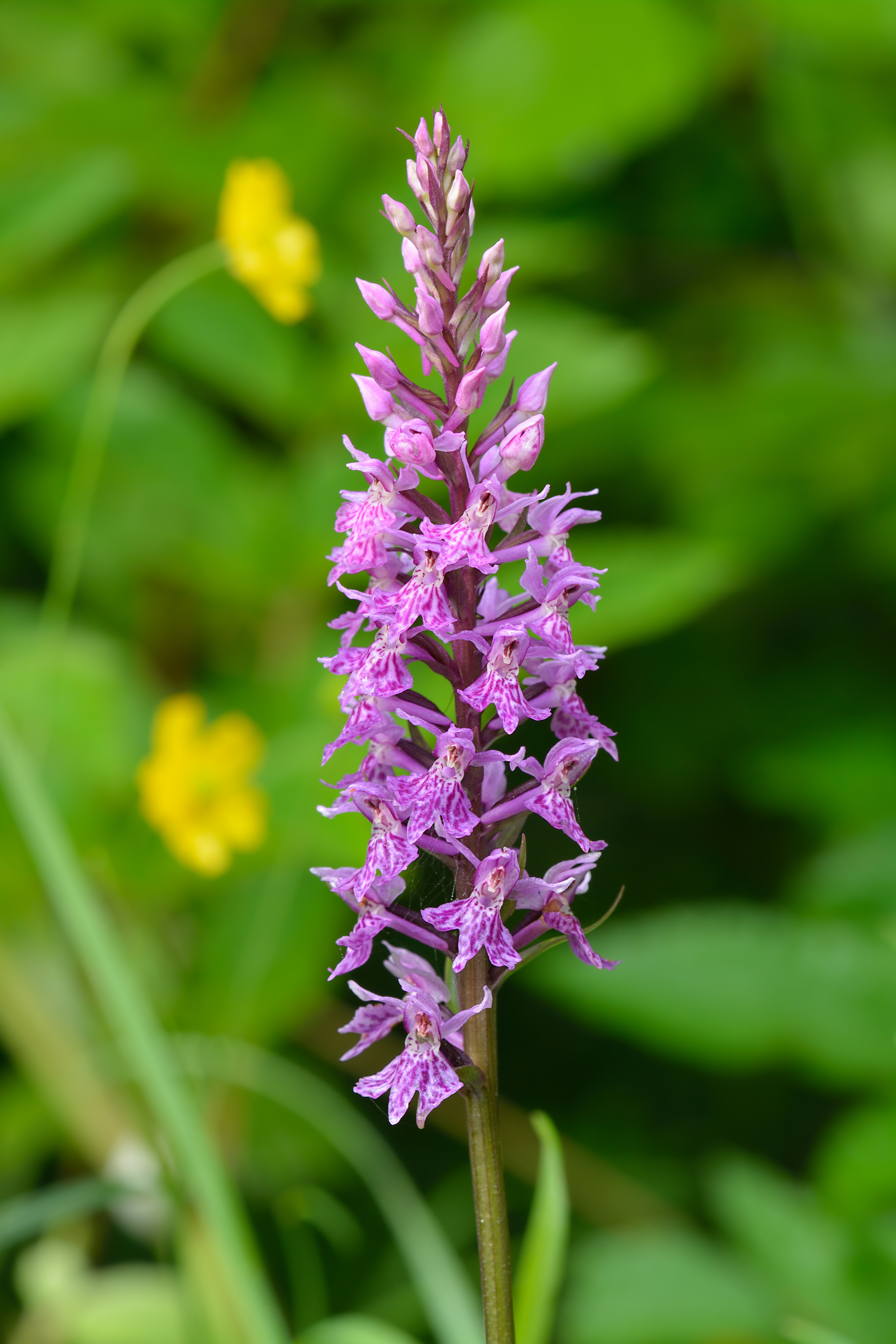
bloeiwijze
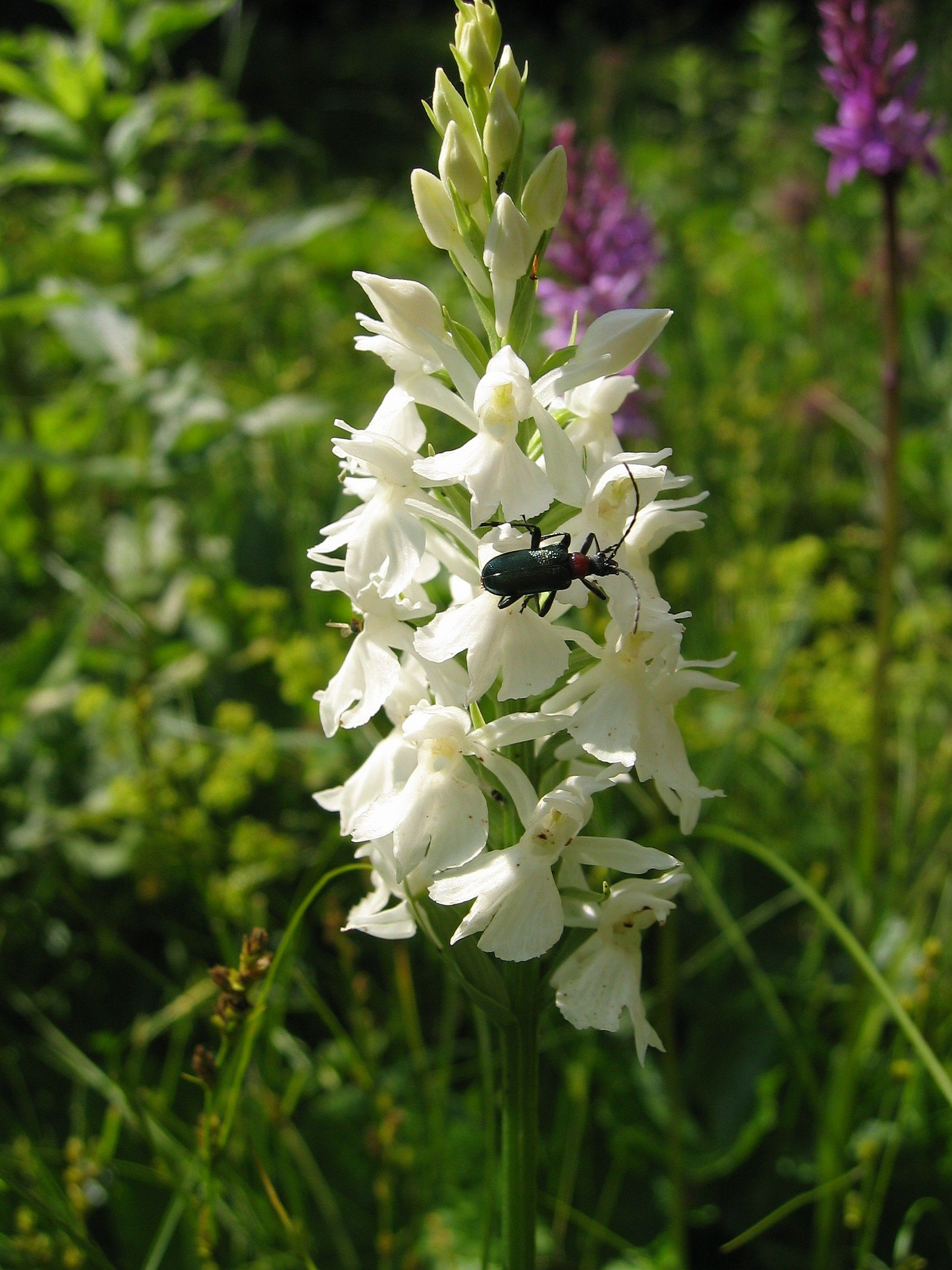
bloeiwijze
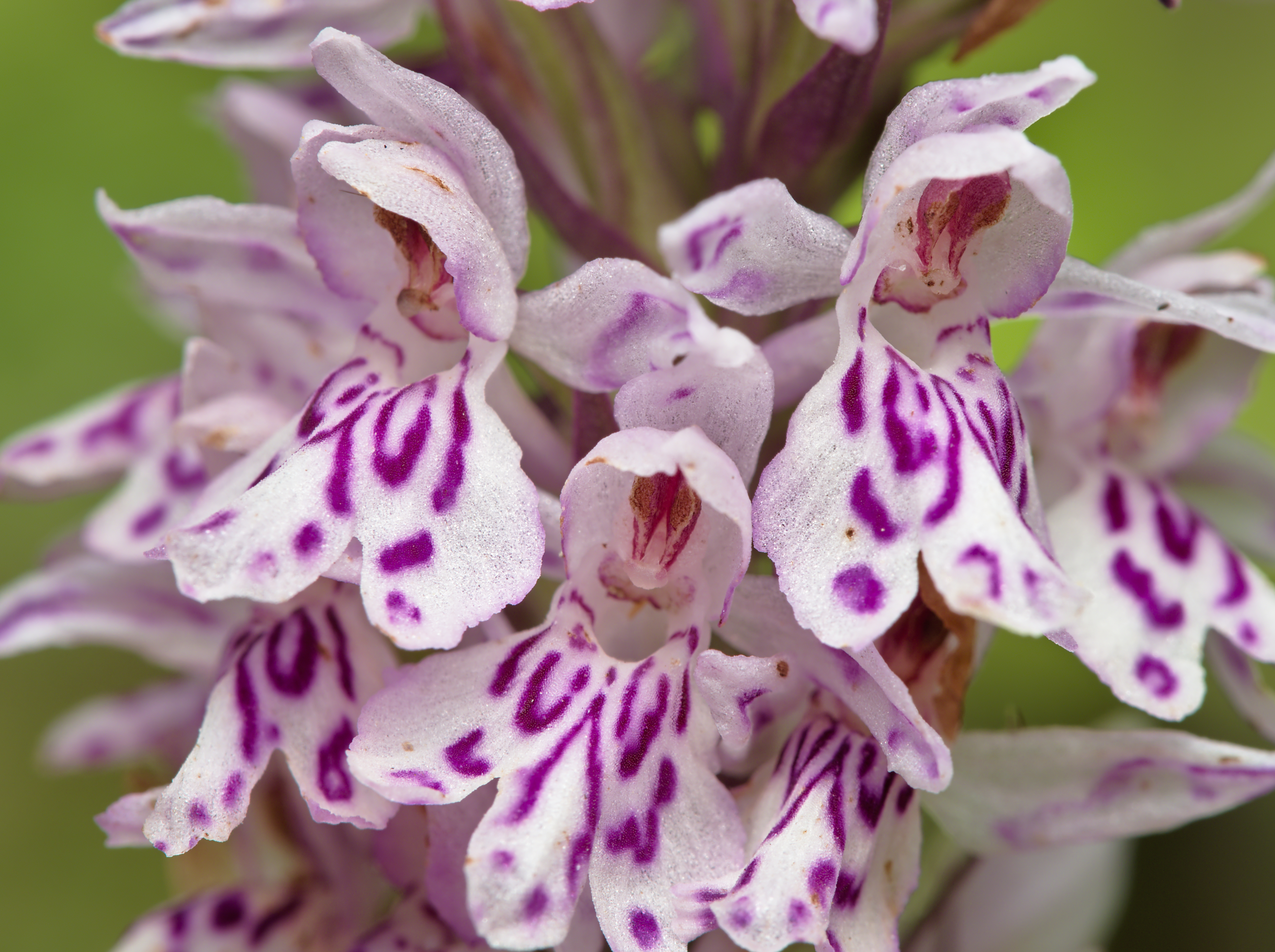
Bloem
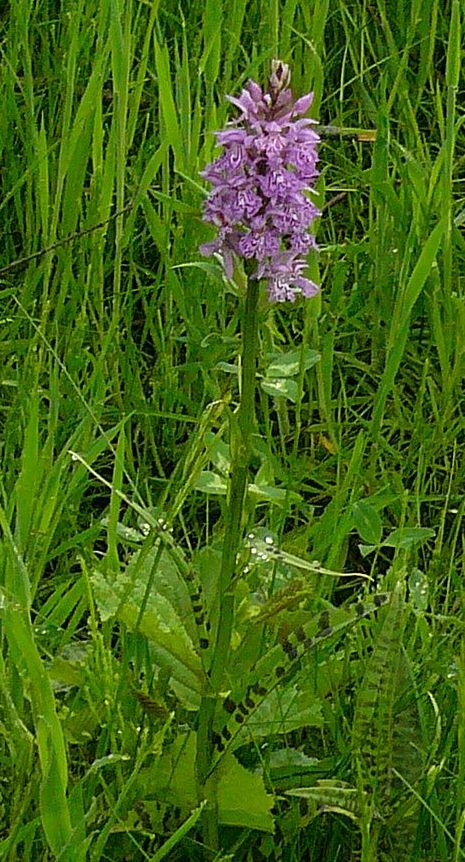
habitus